# Najlepše božične jaslice na svetu
Najlepše božične jaslice na svetu (COBISS) je kratka sodobna pravljica pisatelja Milana Petka Levokova. Knjigo je leta 2008 izdala Založba Educa v Novi gorici. Pravljica je namenjena predvsem otrokom od 5. do 7. leta. 
S svojo tematiko ustreza božičnemu času.

## Vsebina
Kratka sodobna pravljica Najlepše božične jaslice na svetu pripoveduje o želji dečka Matica, da bi za božič tudi pri njih imeli jaslice. Kljub očetovi obljubi, da bodo jaslice imeli, pa vsako leto zmanjka časa za postavitev le-teh. Matic je razočaran, vendar razume starše, ki imajo vedno preveč dela.
To leto pa je imel božič vseeno poseben čar. Nekaj dni pred praznikom je Matic dobil bratca. Na sveti večer, ko so tako vsi zbrani sedeli ob smrečici, so bili podobni sveti družini v jaslicah. To so bile za Matica najlepše božične jaslice na svetu.

## Analiza
Kratka pravljica nam prikazuje družino v sodobnem času, polnem naglice in dela. Matičeva družina je kot simbol vseh ljudi, ki si ne vzamejo dovolj časa zase in svoje najbližje. Naglica in delo pa ljudi ne osrečujeta. Tudi člani Matičeve družine niso srečni. Matic je žalosten, ker se mu želja ni izpolnila, oče in mati pa imata veliko dela in skrbi glede službe in rojstva novega družinskega člana.
V zgodbi je glavni junak Matic še otrok, ki ima željo. Ta otroška želja se prepleta z motivom otroka, ki mora razumeti odrasle. To je motiv »crossover«, ko odrasli prelagajo odgovornost in skrb na otroke. V zgodbi mora Matic razumeti očeta, da nima časa.
Božični čas za mnoge ljudi predstavlja mir in srečo, ki jo simbolizirajo jaslice. 
Avtor tako nagovarja tudi odrasle bralce k razmisleku o tem, kaj je v življenju res pomembno in kaj pomenita družinski mir in sreča čez vse leto.